# Patrick Malo
Bihetoué Patrick Malo (Ouagadougou, 18 de fevereiro de 1992) é um futebolista profissional burquinense que atua como defensor.

## Carreira
Patrick Malo representou o elenco da Seleção Burquinense de Futebol no Campeonato Africano das Nações de 2017.